# Нагаи, Ёсикадзу
Ёсикадзу Нагаи (яп. 永井 良和; род. 16 апреля 1952, Сайтама) — японский футболист и тренер. Выступал за сборную Японии.

## Клубная карьера
В 1971 году после окончания средней школы Нагаи стал игроком «ДЖЕФ Юнайтед Итихара Тиба» (ранее — «Фурукава Электрик»). Вместе с клубом он становился чемпионом страны в 1976 году и 1985-86. Также команда становилась обладателем Кубка Императора в 1976, 1977, 1982 и Кубка лиги в 1986. В 1988 году Нагаи завершил игровую карьеру. Он провел 272 матча и забил 63 гола в чемпионате. Это рекордное количество матчей для футболистов первого дивизиона JSL. В 1976 году Нагаи был признан футболистом года в Японии, а также пять раз был включен в символическую сборную чемпионата.

## Выступления в сборной
13 августа 1971 года, когда Нагаи было 19 лет, он дебютировал за сборную Японии против Исландии. В том же году он принял участие в матчах квалификации к Олимпийским играм 1972 года. Следующим его вызовом в национальную команду стали отборочные матчи к чемпионату мира 1974 года. В 1974 году Нагаи участвовал в Азиатских играх, а в следующем в квалификации к Кубку Азии, где отличился голом в ворота Сингапура. Также Нагаи участвовал в Азиатских играх 1978 года, отборочных матчах к чемпионату мира 1978, матчах квалификации к Олимпийским играм 1976 и 1980 годов. Встреча со сборной Малайзии 30 марта 1980 года стала его последней игрой за сборную. Всего за Японию Нагаи провел 69 матчей и забил 9 голов.

## Тренерская карьера
После окончания игровой карьеры Нагаи стал тренером родного клуба «Фурукава Электрик» в 1988 году. В следующем году он возглавил молодежную сборную Японии (до 20). В 1992 году он вернулся в «ДЖЕФ Юнайтед Итихара Тиба» и управлял клубом до 1993 года. В 1996 году Нагаи подписал контракт с клубом Японской футбольной Лиги Fukushima FC и руководил им в течение одного сезона. В 1998 году возглавил «Альбирекс Ниигата», который в следующем сезоне вывел во Второй дивизион Джей-лиги. В 2001 году тренировал «Иокогама», а в 2006 принял женскую команду Urawa Red Diamonds Ladies из родной Сайтамы.
В 2012 году Нагаи был введен в Зал славы японского футбола.

## Клубная статистика
| Сезон   | Клуб                      | Лига   | Игры | Голы |
| ------- | ------------------------- | ------ | ---- | ---- |
| 1971    | ДЖЕФ Юнайтед Итихара Тиба | JSL D1 | 10   | 2    |
| 1972    | ДЖЕФ Юнайтед Итихара Тиба | JSL D1 | 10   | 0    |
| 1973    | ДЖЕФ Юнайтед Итихара Тиба | JSL D1 | 18   | 2    |
| 1974    | ДЖЕФ Юнайтед Итихара Тиба | JSL D1 | 18   | 5    |
| 1975    | ДЖЕФ Юнайтед Итихара Тиба | JSL D1 | 18   | 7    |
| 1976    | ДЖЕФ Юнайтед Итихара Тиба | JSL D1 | 18   | 5    |
| 1977    | ДЖЕФ Юнайтед Итихара Тиба | JSL D1 | 18   | 14   |
| 1978    | ДЖЕФ Юнайтед Итихара Тиба | JSL D1 | 18   | 1    |
| 1979    | ДЖЕФ Юнайтед Итихара Тиба | JSL D1 | 18   | 6    |
| 1980    | ДЖЕФ Юнайтед Итихара Тиба | JSL D1 | 17   | 3    |
| 1981    | ДЖЕФ Юнайтед Итихара Тиба | JSL D1 | 15   | 6    |
| 1982    | ДЖЕФ Юнайтед Итихара Тиба | JSL D1 | 10   | 1    |
| 1983    | ДЖЕФ Юнайтед Итихара Тиба | JSL D1 | 12   | 1    |
| 1984    | ДЖЕФ Юнайтед Итихара Тиба | JSL D1 | 14   | 5    |
| 1985/86 | ДЖЕФ Юнайтед Итихара Тиба | JSL D1 | 22   | 3    |
| 1986/87 | ДЖЕФ Юнайтед Итихара Тиба | JSL D1 | 14   | 0    |
| 1987/88 | ДЖЕФ Юнайтед Итихара Тиба | JSL D1 | 22   | 2    |
| Итого   | Итого                     | Итого  | 272  | 63   |

## Статистика в сборной
| Сборная Японии | Сборная Японии | Сборная Японии |
| Год            | Игры           | Голы           |
| -------------- | -------------- | -------------- |
| 1971           | 4              | 1              |
| 1972           | 0              | 0              |
| 1973           | 5              | 0              |
| 1974           | 4              | 1              |
| 1975           | 11             | 1              |
| 1976           | 17             | 2              |
| 1977           | 5              | 0              |
| 1978           | 12             | 1              |
| 1979           | 9              | 3              |
| 1980           | 2              | 0              |
| Итого          | 69             | 9              |

## Тренерская статистика
| Команда                   | С     | До    | Результаты | Результаты | Результаты | Результаты | Результаты |
| Команда                   | С     | До    | И          | Поб        | Н          | Пор        | % Побед    |
| ------------------------- | ----- | ----- | ---------- | ---------- | ---------- | ---------- | ---------- |
| ДЖЕФ Юнайтед Итихара Тиба | 1993  | 1993  | 36         | 14         | 0          | 22         | 038,89     |
| Альбирекс Ниигата         | 1999  | 2000  | 76         | 35         | 7          | 34         | 046,05     |
| Иокогама                  | 2001  | 2001  | 31         | 11         | 1          | 19         | 035,48     |
| Итого                     | Итого | Итого | 143        | 60         | 8          | 75         | 041,96     |

## Личные достижения
- Футболист года в Японии - 1976